# 10613 Kushinadahime
10613 Kushinadahime este un asteroid din centura principală de asteroizi.

## Descriere
10613 Kushinadahime este un asteroid din centura principală de asteroizi. A fost descoperit pe 4 septembrie 1997 la Nachi-Katsuura de Yoshisada Shimizu și Takeshi Urata. Asteroidul prezintă o orbită caracterizată de o semiaxă mare de 2,40 ua, o excentricitate de 0,11 și o înclinație de 5,2° în raport cu ecliptica.